# Скобліно
Ско́бліно (рос. Скоблино) — село у складі Юргамиського району Курганської області, Росія. Адміністративний центр Скоблінської сільської ради.
Населення — 416 осіб (2010, 448 у 2002).